# 滅びの笛
『滅びの笛』（ほろびのふえ）は、日本の小説家西村寿行が著した長編パニック･サスペンス。田辺節雄により漫画化もされている。
大量発生した鼠と人間たちとの闘いを描く日本を代表するパニック小説。作品内ではこの事件（鼠の大量発生）の原因は全て人間にあるということを繰り返し示しており、西村の現代社会への批判がこめられている。続編の小説に『滅びの宴』がある。
第76回直木賞（1976年下半期）候補作。西村寿行としては、前回の第75回（1976年上半期）に続いてのノミネートであり、続く第77回（1977年上半期）にもノミネートされている。

## 刊行経緯
- 1976年 - 光文社よりハードカバー版『滅びの笛』刊行（元版）
- 1979年 - 光文社カッパ・ノベルスより『滅びの笛』刊行
- 1980年 - 角川文庫より『滅びの笛』刊行
- 1987年 - 光文社文庫より『滅びの笛』刊行
- 1997年 - 廣済堂ブルー･ブックスより『滅びの笛』刊行
- 1999年 - 徳間文庫より『滅びの笛』刊行

## あらすじ
山梨県山中にて鼠が大量発生して人畜を襲い、死者も出る大惨事に。鼠たちは数を増やしながら東へと向かう。自衛隊が出動するが打つ手がない。村、町は混乱に陥る。恐怖に駆られた暴徒は女を犯し、ある者は銀行を襲撃、あたりには鼠に食われた死体が転がる。鼠はプロパンガスのホースまで囓り各所で火事が起き、ついには甲府市が火の海となる。民衆のパニックは頂点に達した……。

## 登場人物
沖田克義（おきた かつよし）
主人公。31歳。環境庁・鳥獣保護課係長。全面的な狩猟禁止論者で、鼠大繁殖の原因を早期に察知。鼠の天敵となる益獣の狩猟制限や、鼠増殖の本格的な調査を進言するが、上部の理解を得られず苦悩する。のちに林野庁・鼠害対策本部の事務官（右川の顧問助手）に出向。甲府周辺の市民防衛に尽力するが、妻を狂乱した暴徒に拉致された上、自分自身も生命の危機に晒される。
沖田広美（おきた ひろみ）
沖田の妻。27歳。旧姓は野上。子供はなく不妊治療の後遺症で、女性喪失が他人より早い危険性がある。そんな中、妻の苦悩を省みず、実態も未詳な自然災害の防止に奔走する夫に失望。かつてのボーイフレンドと不倫関係になった末に沖田から離縁される。のちに故郷の山梨で鼠群に遭遇。被災の中で沖田と夫婦の絆を回復するものの、死の恐怖におびえる無数の暴徒に輪姦・拉致され、記憶を失う。
曲垣五郎（まがき ごろう）
沖田の友人。N新聞の社会部記者で、山梨で発見された白骨死体から野生動物の異常を察知。沖田に情報を託す。温厚な人柄で、のちには沖田とともに山梨に赴き、沖田と広美の復縁も応援した。
右川竜造（うかわ りゅうぞう）
沖田の農大時代の恩師。現在は農林省林業試験場で、鳥獣主任研究官を務める50代の学者。鼠学の第一人者で、当初から沖田の要請に応じて事態の調査にあたる。のちに林野庁・鼠害対策本部の顧問に就任し、専門知識を動員して鼠対策を思案する。
黒川洋子（くろかわ ようこ）
30過ぎの女性学者で、音響生理学の専門家。特殊音波による鼠群の誘導作戦を試みる。勝ち気な性格で年長の右川に対し、学者としてのライバル心を剥き出した。
片倉（かたくら）
山梨県警警備部部長。階級は警視。鼠害対策本部の一員で、狂乱した暴徒たちの射殺にも躊躇しない冷徹な人物。のちに鼠パニックの中で生死不明になる。
高見俊介（たかみ しゅんすけ）
広美の元ボーイフレンド。現在は妻と娘がある弁護士だが、偶然に再会した広美に情欲を抱き、不倫関係を求める。それに応じた広美とは三ヶ月以上にわたって新宿周辺のラブホテルで秘密の逢瀬を続け、人妻のしっとりした肉体を貪った。
D・アダムソン
34歳のアメリカ人。東南アジアの某国で細菌兵器の研究に従事する学者。精神を病んでおり、自分が培養したペスト菌で山梨に発生した鼠群を殲滅できると確信。ペストに罹病させたケオプスネズミ蚤を研究所から持ち出し、山梨に赴く。この結果、山梨そして関東はペスト災害の恐怖とさらなる人的パニックに晒されることになる。

## 漫画版
田辺節雄による本作の漫画版が、1977年から1978年にかけて『プレイコミック』（秋田書店）に連載された。単行本は、秋田漫画文庫より全4巻、世界文化社のSEBUNコミックスより全2巻。小説版との大きな違いとして、高見は登場せず広美の不倫もない。また小説版のラストでは崩れた自然界のバランスを自然界自体が回復するが、漫画版のラストでは人間側がさらにバランスを崩す行為を行なった結果大発生の再来が暗示されている。
また、続編の『滅びの宴』も同じく田辺節雄による作画で漫画版が1981年から1982年にかけて『月刊プレイコミック』（秋田書店）に連載されている。こちらの単行本は、秋田漫画文庫より全4巻、世界文化社のアリババコミックスより全2巻。